# David Mechanic
David Mechanic (* 1936) ist ein US-amerikanischer Verhaltens- und Gesundheitswissenschaftler und emeritierter Professor an der Rutgers University in New Brunswick, New Jersey. Er gilt als einer der einflussreichsten Medizinsoziologen der Vereinigten Staaten.
Mechanic erwarb 1956 am City College of New York einen Bachelor, 1957 an der Stanford University einen Master und 1959 ebendort einen Ph.D., jeweils in Soziologie. Als Postdoktorand arbeitete er an der University of North Carolina, bevor er 1960 an der University of Wisconsin eine erste Professur (Assistant Professor) für Soziologie erhielt und dort gleichzeitig als Ko-Direktor die Leitung der Postgraduierten-Ausbildung in Psychohygiene (mental health) übernahm. 1962 wurde er ebendort Associate Professor und wurde zusätzlich für die Medizinsoziologie zuständig, 1965 erhielt er eine ordentliche Professur. Von 1968 bis 1970 war er Leiter der gesamten Soziologie, 1972 wurde er Direktor des Center for Medical Sociology and Health Services Research. 1979 wechselte Mechanic als Professor für Sozialarbeit und Soziologie an die Rutgers-University, wo er René Dubos Professor of Behavioral Sciences ist. Von 1980 bis 1984 war er (zunächst geschäftsführend) Dekan der dortigen Fakultät für Arts and Sciences. Von 1988 bis 2004 war er Direktor des Center for Research on the Organization and Financing of Care for the Severely Mentally Ill, von 1985 bis 2013 Gründungsdirektor des Institute for Health, Health Care Policy, and Aging Research.
Mechanic befasst sich mit soziokulturellen, organisatorischen und finanziellen Aspekten des Gesundheitswesens und ihren Einflüssen auf den Zugang zu Gesundheitsdienstleistungen und deren Outcome (siehe Rationierung und Priorisierung medizinischer Leistungen). Er untersucht, wie sich Organisationsformen, Vergütung und andere Anreize den Erfolg des Gesundheitswesens, das Verhalten von Patienten und Gesundheitsdienstleistern und das Vertrauen in Gesundheitsinstitutionen beeinflussen. Zentral ist dabei die Frage, wie handelnde Personen und Institutionen auf geänderte Bedingungen reagieren. Sein interdisziplinärer Ansatz schließt Medizinsoziologie, Sozialepidemiologie und Gesundheitssystem-Forschung ein. Außerdem befasst er sich mit Gesundheitsrisiken, Krankheitsprävention, Ausgleich von rassisch bedingten Ungleichheiten in der Gesundheitsversorgung und der Implementierung von Gesundheitsprogrammen und -reformen (darunter der Patient Protection and Affordable Care Act, „Obamacare“). Kennzeichen seiner Arbeit ist die Aufmerksamkeit für die am schwersten Erkrankten und die Hilfsbedürftigsten.
David Mechanic ist Autor oder Herausgeber von mehr als 30 Sachbüchern und (Mit-)Autor von mehr als 400 wissenschaftliche Publikationen. Er gehörte und gehört zahlreichen staatlichen und universitären Gremien an und war beziehungsweise ist Mitherausgeber zahlreicher Fachzeitschriften.

## Auszeichnungen (Auswahl)
- 1971 Mitglied des Institute of Medicine (später National Academy of Medicine)
- 1977 Fellow der American Association for the Advancement of Science[1]
- 1977 Guggenheim-Stipendium[2]
- 1991 Mitglied der National Academy of Sciences[3]
- 1993 Mitglied der American Academy of Arts and Sciences[4]
- 1997 Baxter International Foundation Prize[5]
- 2009 Sarnat-Preis[6]